# Rose Pauly
Rose Pauly (Rose Pollak) fue una soprano húngara nacida en 1894 y fallecida en 1975 en Kfar Shmaryahn, Israel.
Considerada la mejor exponente del personaje de Elektra de Richard Strauss de su generación poseía relevantes dotes de actriz. 
Debutó en Hamburgo como Aida y en Viena como Desdémona en 1918 siguiendo otros debuts en teatros alemanes como Tosca, Die Frau ohne Schatten y Rachel.
En 1927 se mudó a Berlín a la compañía de la Kroll Opera donde canto Senta, Donna Anna, Rezia y su primera Elektra dirigida por Otto Klemperer. 
Fue una importante straussiana bajo las órdenes de Clemens Krauss, como Elektra, Salome, Die Frau ohne Schatten, Intermezzo y Die Ägyptische Helena. 
Su carrera berlinesa llegó a su fin con la ascensión nazi en 1933 viéndose obligada a retornar a Viena donde cantó Elektra, Tiefland, Aida, Marie en Wozzeck (premier mundial), Jenufa, Donna Anna, Senta, Leonore, Carmen, Eboli, Ortrud, Kundry, Turandot, Lady Macbeth y Sulamith en Die Königin von Saba.
Cantó Elektra en Salzburgo, Covent Garden, San Francisco, el Metropolitan Opera, Chicago, Roma-donde fue llamada "La Eleonora Duse alemana"- y en el Teatro Colón de Buenos Aires dirigida por Erich Kleiber donde también cantó la Mariscala de El caballero de la rosa.
En 1946 se mudó al Mandato Británico de Palestina -luego Israel- donde enseñó hasta su muerte en 1975. 